# Lepidodexia amazonica
Lepidodexia amazonica är en tvåvingeart som först beskrevs av Townsend 1934.  Lepidodexia amazonica ingår i släktet Lepidodexia och familjen köttflugor. Inga underarter finns listade i Catalogue of Life.